# アレッサンドラ・アンブロジオ
アレッサンドラ・アンブロジオ（Alessandra Ambrosio、1981年4月11日 - ）は、ブラジル出身の女性ファッションモデル。
「ヴィクトリアズ・シークレット」などでモデルをつとめる。カタログでは掲載率が高く、アドリアナ・リマなどと並んで同ブランドの“エンジェル”（広告塔）を担っている。

## 来歴
ブラジルのエレシムの小さな町に、イタリア系・ポーランド系の両親の間に生まれた。1981年4月11日生まれ。
ブラジル・リオ・グランデ・ド・スル州出身。
12歳の頃からモデルレッスンを受け始め、15歳の時にエリート・モデルが開催するブラジル国内のコンテストに出場したことをきっかけに、同エージェンシーと契約、デビュー。
2014年2月に自身のファッションブランドを立ち上げ、デザイナーとしてもデビュー。

## 私生活
アメリカ合衆国に来た際に生活に慣れるまでアドリアナに面倒を見てもらい、姉的存在として慕っている。
趣味はサーフィンや音楽鑑賞。カイピリーニャとチョコレートが大好物で毎日食べている。日本料理も好む。
親友は同じブラジル出身のスーパーモデルのアナ・ベアトリス・バロス。
2005年頃から交際を始めて2008年に婚約したアメリカ人実業家ジェイミー・マズールとの間に一男一女をもうけている。
父親が多発性硬化症を患っており、自身は国立多発性硬化症協会の全権大使も務めている。